# Академія управління при Президентові Республіки Білорусь
Акаде́мія управлі́ння при Президе́нтові Респу́бліки Білору́сь (біл. Акадэ́мія кірава́ння пры Прэзідэ́нце Рэспу́блікі Белару́сь, рос. Акаде́мия управле́ния при Президе́нте Респу́блики Белару́сь), Мінськ, — провідний вищий навчальний заклад у національній системі освіти Республіки Білорусь і головне установа освіти в системі підготовки, перепідготовки та підвищення кваліфікації кадрів у сфері управління.
Академія управління утворена 29 січня 1991 і підпорядковується Президентові Республіки Білорусь. Координація діяльності здійснюється Адміністрацією Президента Республіки Білорусь. Статус президентської Академія отримала у 1995 році.
До структури Академії управління входять 3 інститути, включаючи великий НДІ теорії та практики держ. управління, 6 факультетів, 20 кафедр, 9 центрів та 7 структурних підрозділів.
Сьогодні Академія управління при Президентові Республіки Білорусь не тільки провідний науковий центр країни в галузі державного управління, але і ведучий внз в національній системі освіти.
Для вступу в Академію управління необхідно успішно здати централізоване тестування. Для вступу на деякі спеціальності потрібно пройти професійно-психологічну співбесіду (тестування).

## Структура Академії
До структури Академії управління входять інститути без прав юридичної особи, факультети, кафедри, центри та інші структурні підрозділи.
Інститут керівних кадрів здійснює підготовку кадрів у сфері управління на двох ступенях вищої освіти. До його складу входять факультет управління, факультет інноваційної підготовки, факультет довнзівської підготовки.
Інститут державної служби здійснює підготовку на першого ступеня вищої освіти, перепідготовку та підвищення кваліфікації керівних кадрів та осіб, включених до резервів керівних кадрів. У його складі функціонують факультет підготовки, факультет перепідготовки, факультет підвищення кваліфікації.
Науково-дослідний інститут теорії та практики державного управління здійснює наукову, інноваційну, інформаційно-аналітичну діяльність, у тому числі програмно-технічний супровід всіх рівнів АІС «Резерв» (автоматизованої інформаційної системи електронного обліку керівних кадрів), інноваційних проектів і дистанційного навчання.
Академія управління об'єднує викладачів і наукових співробітників, студентів і слухачів, аспірантів і докторантів. Висока якість навчального процесу в забезпечують понад 350 висококваліфікованих спеціалістів органів державного і місцевого управління, викладачів Академії управління та вузів нашої країни, що залучаються до навчання, провідних учених, з яких 10 дійсних членів та членів-кореспондентів Національної Академії наук Республіки Білорусь, більше 50 докторів наук, майже 110 кандидатів наук.

## Спеціальності
З 2001 ріка Інститут керівних кадрів (у минулому Інститут державного управління) готує фахівців на базі середньої, середньої спеціальної і вищої освіти за спеціальностями:
| Спеціальність                       | Код спеціальності | Спеціалізація                                                                                        | Привласнюється кваліфікація             | Вступні випробування                                                        |
| ----------------------------------- | ----------------- | --- | --------------------------------------- | --------------------------------------------------------------------------- |
| Факультет управління                |                   | |                                         |                                                                             |
| Державне управління та право        | 1-26 01 02        | Правове регулювання сфер і галузей державного управління, Правове регулювання міжнародної діяльності | Юрист                                   | Білоруська (російська) мова (ЦТ), Математика (ЦТ), Суспільствознавство (ЦТ) |
| Державне управління та економіка    | 1-26 01 03        | Державне регулювання національної економіки, Державне регулювання зовнішньоекономічної діяльності    | Економіст-менеджер                      | Білоруська (російська) мова (ЦТ), Іноземна мова (ЦТ), Математика (ЦТ)       |
| Факультет інноваційної підготовки   |                   | |                                         |                                                                             |
| Управління інформаційними ресурсами | 1-26 03 01        | | Менеджер-економіст інформаційних систем | Білоруська (російська) мова (ЦТ), Іноземна мова (ЦТ), Математика (ЦТ)       |

Навчальні плани ІКК складені з урахуванням закордонного досвіду й вітчизняних традицій підготовки фахівців в галузі управління. Вони включають гуманітарні, природничі, математичні, управлінські, правові та економічні дисципліни.
Унікальність системи навчання в Інституті полягає в побудові навчання на основі системи інтегрованих знань в галузі управління, економіки, права та інформаційних наук. Наприклад, студенти спеціальності «Державне управління і право» вивчають не тільки юридичні дисципліни, а й в обов'язковому порядку соціально-гуманітарні, управлінські, психологічні та економічні; студенти спеціальності «Державне управління і економіка» одержують ґрунтовні знання в галузі права.

### Відділ докторантури та аспірантури
В докторантурі та аспірантурі Академії управління підготовка наукових працівників вищої кваліфікації розпочато з 1991 ріка, здійснюється на конкурсній основі за 14 спеціальностями і спрямована на підвищення рівня кваліфікації управлінських кадрів, професорсько -викладацького складу і наукових співробітників. Динаміка прийому до аспірантури має стійку тенденцію збільшення кількості учнів. Якщо в 1992 ріку було зараховано 17 аспірантів та здобувачів, то в 2009 ріку їх кількість досягла 150 осіб.
В аспірантурі відкриті такі наукові спеціальності:
- Економічна теорія
- Економіка та управління народним господарством (по галузях і сферах діяльності)
- Світова економіка
- Конституційне право; муніципальне право
- Цивільне право; підприємницьке право; сімейне право; міжнародне приватне право
- Міжнародне право; європейське право
- Адміністративне право; фінансове право; інформаційне право
- Цивільний процес; арбітражний процес
- Психологія праці, інженерна психологія, ергономіка
- Психологія розвитку, акмеології
- Соціологія управління
- Теорія політики, історія і методологія політичної науки
- Політичні інститути, етнополітична конфліктологія, національні та політичні процеси і технології
- Політичні проблеми міжнародних відносин та глобального розвитку

## Міжнародне співробітництво
На відміну від Національної академії державного управління при Президентові України (НАДУ), в білоруській Академії здійснюється підготовка не тільки слухачів, а і студентів для набуття першої вищої освіти з державного управління.
На базі Науково-дослідного інституту діє Центр ситуативного аналізу.
Академія підтримує широкі міжнародні зв'язки. На базі закладу проводилися телеконференції із: Німеччиною, Великою Британією, Венесуелою, Одеським інститутом державного управління НАДУ тощо. Регулярно відбуваються стажування слухачів та студентів Академії за кордоном.
Керівництво Академія управління при Президентові Республіки Білорусь виступає за підтримання добрих взаємовідносин із Україною і вважає за доцільне активізувати співробітництво із Національною академією державного управління при Президентові України.